# Kontrafagott
| I denna artikel     |
| används tonnamnen   |
| B♭ och H.           |
| Se olika skrivsätt. |

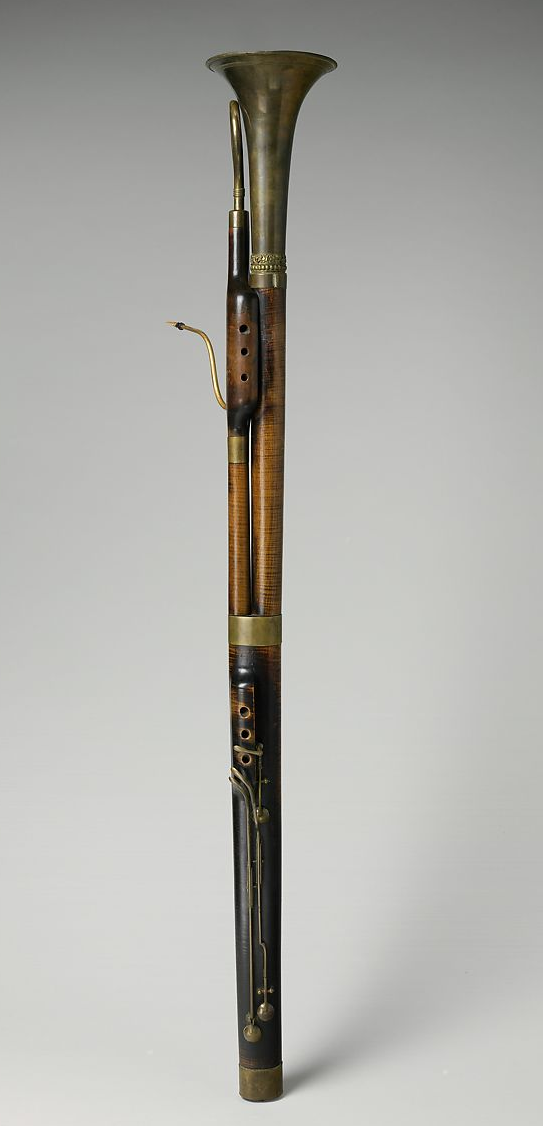
Kontrafagott, producerad i Wien under första hälften av 1800 -talet.

Kontrafagott är träblåsfamiljens djupaste musikinstrument. 
Kontrafagottens omfång är en oktav lägre än den vanliga fagottens, och klangkaraktären kan betecknas som något knarrig. Ett känt exempel på kontrafagott som soloinstrument finns i Maurice Ravels Gåsmors sagor, där den gestaltar Odjuret i "Samtal mellan Skönheten och Odjuret".
Moderna kontrafagotter har vanligen ett register ner till BBb (subkontra-bb), en halv ton över pianots lägsta ton. Det förekommer också kontrafagotter som går ytterligare en halvton ner, vilket utnyttjas i en del orkesterlitteratur. Kända tillverkare som erbjuder fagotter ner till AA är Heckel och Oscar Adler. Enstaka exemplar finns som går ytterligare någon halvton ner. Liksom hos den vanliga fagotten finns det två olika system för borrning och grepp, dels det tyska eller Heckel-systemet, dels det franska systemet.
Instrumentet tillverkas numera i trä, lönn för tyskt system och rosenträ för franskt, även om de första rören och klockstycket alltid är i metall. Kända tillverkare av kontrafagotter med tyskt system idag är till exempel (inom parentes en uppskattning av antal kontrafagotter de gör varje år) Heckel (10), Oscar Adler (knappt 20), Mollenhaur (15), Fox (18), Amati (okänt), Schreiber (okänt) samt ett antal tillverkare som kan tillverka enstaka instrument.
I orkestern spelas kontrafagotten vanligen av tredje eller i förekommande fall fjärde fagottisten, som ibland förväntas byta mellan kontra- och vanlig fagott när vederbörande har paus i noterna.
Kontrafagotten i sin nuvarande form härrör till stor del från mitten av 1800-talet. Under 1900-talet har det tillkommit några utvecklingar som inte fått så stor spridning. En av dessa är framtagen av Arlen Fast och finns tillgänglig från Fox. En mer radikal omformning är Contraforte, framtagen av Guntram Wolf. En äldre granne i instrumentfamiljen träblås är sarrusofon som härrör från mitten av 1800-talet. I dagens orkester spelas sarrusofonens stämmor ofta på kontrafagott, bland annat i Trollkarlens lärling av Paul Dukas.